# Гурьевских, Геннадий Яковлевич
Геннадий Яковлевич Гурьевских (род. 1939) — советский хоккеист, нападающий.

## Биография
В первенстве СССР выступал за команды «Спартак» Свердловск (1957/58 — 1960/61), «Металлург» Новокузнецк (1961/62 — 1963/64),
СКА Новосибирск (1963/64 — 1965/66), «Торпедо» Минск (1966/67 — 1969/70), «Вымпел» Междуреченск (1971/72).
В классе «А» провёл шесть сезонов (1957/58 — 1962/63, 1966/67).